# 2020因為愛你
《2020因為愛你》，臺灣網路電視劇，於2019年年底開拍，於2020年2月14日於KKTV首播，由周美玲導演執導。以每集15分鐘的模式推出，並邀韓國演員李時剛來臺拍攝。

## 劇情大綱
故事描述的是一流大企業家族三位同父異母的兄弟親情愛情的鬥爭，如何面對種種「不科學」、「不可能」、「不可以」。

## 播出時間

### 首播
| 频道       | 所在地 | 首播日期     | 播出時間     | 備註 |
| ---------- | ------ | ------------ | ------------ | ---- |
| 緯來電影台 | 臺灣   | 2020年4月8日 | 21:00至23:35 |      |

## 演員列表

### 主要演員
| 演員   | 角色   | 介紹 |
| 李時剛 | 元君澄 | 元家大哥，喜歡林尋 元家長子，精通各種語言，慣用韓語。 元微知與第一任韓籍妻子所生，在母親死後由外公帶回韓國扶養，當作元家金控接班人在培養，雖然和父親元微知感情交惡，但完全複製遺傳了冷酷的性格，就算是核彈在他面前引爆，應該眉毛都不會挑一下，自尊心極高且不容失敗。偏偏被父親指派負責收服林尋，這讓完全沒有同情心、同理心的君澄面臨了史上最大挑戰，和林尋在各方面明暗較勁多次慘吞敗果，讓他這個不知道「輸」為何物的完美人格開始崩毀？      |
| 張又瑋 | 元君道 | 元家二哥，喜歡楊翔實 因為一切得到的太容易，所以個性散漫，非常自我中心，只想每天和翔實玩鬧耍廢過日子，但就在翔實被告白後，他體內元家好勝的基因彷彿被喚醒一般，畢竟活到這麼大，爹不疼娘不愛、兄弟都無視他，被笑是敗家子他都認了，但只有楊翔實，他怎麼也不願意放開手！從來不懂愛是何物的君道把佔有錯當成愛，但同時間翔實像是察覺了甚麼？ |
| 黃士   | 元君平 | 元家三弟，喜歡顏月戎 君平與月戎的母親皆出自地方望族，自小就有往來，兩人不管是個性還是興趣皆相投，身為元家老么，天塌下來都有人頂著，集萬般寵愛於一生，目中無人，唯在乎自己的錦囊軍師顏月戎。但是在月戎一時為難之下，憑甚麼把自己「轉讓」給他姊姊－顏月舞？ |
| 徐謀俊 | 林尋   | 林尋個性早熟獨立，凡事都靠著自己的努力。隨著母親的病況惡化，開始四處打工，籌措醫藥費。 在一次誤打誤撞當中救了君澄，導致錯過醫院所發的病危通知，在處理完母親喪事想起母親生前曾經要他致電給一名陌生男子。沒想到元君澄竟然神不知鬼不覺的出現，自此開始了兩人各項大大小小的輸贏之爭，隨著兩人的鬥爭白熱化甚至已經到達幼稚的地步，不過就在彼此近距離的接觸當中，林尋察覺到自己從未有過的情愫，為什麼自己被君澄壓在地上的反應不是生氣而是害羞啊？ |
| 郭宇宸 | 楊翔實 | 元家寄養子 家族被元家併吞，父親將翔實等同人質般交給元家扶養，和君道從小吃喝玩睡都在一起，按理說翔實應該對元家充滿仇恨，但可能當時年紀還太小，又或者是翔實早在不知不覺中對元君道產生了斯德哥爾摩的人質症候群？對君道種種任性、狂傲、不講理都有自圓其說的一套說法，和君道另外兩兄弟比起來，翔實更像是君道的親兄弟。偏偏晚熟的君道也不知道哪根神經斷掉，突然對自己展開了各種曖昧奇襲，讓翔實精神和肉體上都陷入臨界邊緣？                       |
| 蘇韋華 | 顏月戎 | 智慧過人 出身書香世家，溫文有禮，謙謙君子，堪稱當代世家子弟模範樣本學習目標。毫無心機又天真到有點二。 只會和元君平宅在一塊，戀愛經驗零，善分析，常常成為人們諮詢的對象，講得頭頭是道有憑有據還有出處，深受周邊的同學信任？且常常因為不按牌理，劍走偏鋒，意外獲得奇效。 |
| 蔡詩羽 | 顏月舞 | 月戎的姊姊，把身邊的男人們玩弄於鼓掌之間，常常讓弟弟月戎去幫忙收拾爛攤子。 |
| 張銘   | 元微知 | 遠知金控總裁，人說富不過三代，但元家歷經數次改朝換代依舊不墜，活耀在眾人的目光之中，堪稱名門中的名門，為達目的不擇手段，就算是自己的手足甚至親生兒子也可以隨時鄙如棄子，雖然在商場上是令人折服的梟雄，但結婚過三次，育三子，生母都不同人，家庭關係零分。生平追求的目標就是「不敗」紀錄，寧可我負人，休叫人負我。 元家家訓第一條：絕情滅愛。                                                                                                 |
| 高慧君 | 崔瑛   | 林尋母親。和元微知是一同長大的青梅竹馬，兩人時而較勁、時而親厚的狀態。在親情上是最緊密的手足，可謂是彼此在世上唯一的知己，但在感情上，崔瑛和元微知都一樣驕傲且自負，兩人終其一生都在追求一種「不敗」以至於將愛情也視為一種賭注和籌碼，最後生不復見，懊悔終生。 |

## 大事記

### 2019年
- 11月8日釋出Coming Soon ‼️因爲愛你。
- 11月12日李時剛、張又瑋、黃士杰出席【2020因為愛你】媒體發佈會。
- 12月9日郭宇宸、蘇韋華、張又瑋、徐謀俊出席2020因為愛你開鏡。

### 2020年
- 1月13日釋出【2020因為愛你】主視覺海報。
- 1月18日釋出【2020因為愛你】愛你六帥 安妞哈say優版預告。
- 3月23日推出【2020因為愛你】改編小說 （页面存档备份，存于）

## 製作團隊
- 製作人：辛誌諭
- 製作人：朱寵勛
- 編劇：楊宜樺
- 導演：周美玲
- 製作公司：達騰娛樂股份有限公司 / 九鼎娛樂傳媒有限公司
- 共同出品：KKTV